# Русские Шибаши
Русские Шибаши (чув.Шывпуҫӗ)— село в Алькеевском районе Татарстана. Административный центр Шибашинского сельского поселения.

## География
Находится в южной части Татарстана на расстоянии приблизительно 26 км по прямой на юг от районного центра села Базарные Матаки у речки Шиятоша.

## История
Основано в 1690-х годах. До 1920-х годов было единое село Шиябаши (вместе с деревней Татарские Шибаши), упоминалось также как Починок Рысов и Рысова Поляна. В начале XX века в селе действовали церковь Сергия Радонежского и старообрядческая молельня.

## Население
Постоянных жителей было: в 1782 — 188 душ мужского пола, в 1859 — 1379, в 1897 — 2379, в 1908 — 2783, в 1920 — 1490, в 1926 — 1122, в 1938 — 589, в 1949 — 546, в 1958 — 420, в 1970 — 290, в 1979 — 201, в 1989 — 105, в 2002 — 91 (татары 63 %, русские 36 %), 88 — в 2010.